# Longeault
Longeault és un municipi francès, situat al departament de la Costa d'Or i a la regió de Borgonya - Franc Comtat. L'any 2007 tenia 595 habitants.

## Demografia

### Població
El 2007 la població de fet de Longeault era de 595 persones. Hi havia 214 famílies, de les quals 27 eren unipersonals (8 homes vivint sols i 19 dones vivint soles), 74 parelles sense fills, 105 parelles amb fills i 8 famílies monoparentals amb fills.
La població ha evolucionat segons el següent gràfic:
Habitants censats

### Habitatges
El 2007 hi havia 221 habitatges, 215 eren l'habitatge principal de la família, 2 eren segones residències i 4 estaven desocupats. Tots els 221 habitatges eren cases. Dels 215 habitatges principals, 202 estaven ocupats pels seus propietaris, 10 estaven llogats i ocupats pels llogaters i 4 estaven cedits a títol gratuït; 1 tenia una cambra, 13 en tenien tres, 63 en tenien quatre i 139 en tenien cinc o més. 174 habitatges disposaven pel capbaix d'una plaça de pàrquing. A 74 habitatges hi havia un automòbil i a 128 n'hi havia dos o més.

### Piràmide de població
La piràmide de població per edats i sexe el 2009 era:
| Homes | Edats   | Dones |
| ----- | ------- | ----- |
| 0     | 95 o +  | 0     |
| 0     | 90 a 94 | 8     |
| 0     | 85 a 89 | 4     |
| 0     | 80 a 84 | 0     |
| 8     | 75 a 79 | 8     |
| 8     | 70 a 74 | 12    |
| 8     | 65 a 69 | 8     |
| 8     | 60 a 64 | 8     |
| 0     | 55 a 59 | 0     |
| 24    | 50 a 54 | 16    |
| 52    | 45 a 49 | 32    |
| 36    | 40 a 44 | 52    |
| 32    | 35 a 39 | 20    |
| 12    | 30 a 34 | 16    |
| 24    | 25 a 29 | 20    |
| 32    | 20 a 24 | 24    |
| 48    | 15 a 19 | 24    |
| 36    | 10 a 14 | 24    |
| 8     | 5 a 9   | 28    |
| 24    | 0 a 4   | 20    |

## Economia
El 2007 la població en edat de treballar era de 442 persones, 328 eren actives i 114 eren inactives. De les 328 persones actives 302 estaven ocupades (175 homes i 127 dones) i 26 estaven aturades (9 homes i 17 dones). De les 114 persones inactives 33 estaven jubilades, 47 estaven estudiant i 34 estaven classificades com a «altres inactius».

### Ingressos
El 2009 a Longeault hi havia 225 unitats fiscals que integraven 582 persones, la mediana anual d'ingressos fiscals per persona era de 19.685,5 €.

### Activitats econòmiques
Dels 18 establiments que hi havia el 2007, 1 era d'una empresa alimentària, 1 d'una empresa de fabricació de material elèctric, 2 d'empreses de fabricació d'altres productes industrials, 3 d'empreses de construcció, 9 d'empreses de comerç i reparació d'automòbils, 1 d'una empresa de transport i 1 d'una entitat de l'administració pública.
Dels 4 establiments de servei als particulars que hi havia el 2009, 1 era un taller de reparació d'automòbils i de material agrícola, 1 paleta, 1 fusteria i 1 lampisteria.
Dels 4 establiments comercials que hi havia el 2009, 1 era una botiga de menys de 120 m², 1 una botiga d'electrodomèstics, 1 una botiga de mobles i 1 una joieria.

## Equipaments sanitaris i escolars
L'únic equipament sanitari que hi havia el 2009 era una farmàcia.
El 2009 hi havia 1 escola maternal integrada dins d'un grup escolar amb les comunes properes formant una escola dispersa i 1 escola elemental integrada dins d'un grup escolar amb les comunes properes formant una escola dispersa.

## Poblacions més properes
El següent diagrama mostra les poblacions més properes.